# 테키르다주

테키르다주(튀르키예어: Tekirdağ ili)는 튀르키예 북서부에 마르마라 지역에 있는 주이다. 주도는 테키르다이며 면적은 6,218km2, 인구는 707,977명(2007년 기준), 자동차 번호는 59번, 시외전화 지역번호는 0282번이다. 차나칼레주와 키르클라렐리주, 이스탄불주, 에디르네주와 접하며 9개 군을 관할한다.